# Tixrí
Tixrí o tixrei és el nom d'un mes del calendari hebreu que correspon, segons l'any, als mesos de setembre i octubre. El seu nom ve d'una paraula acàdia que vol dir començament, ja que dona inici al calendari civil. Aquest nom apareix al Talmud, a la Bíblia s'anomena simplement "setè mes" (ja que comencen pel mes de Nissan perquè s'hi celebra la Pasqua). És el mes de la reflexió i el penediment, on s'avalua la pròpia vida abans que ho faci Déu, per això en aquest mes tenen lloc les celebracions més solemnes del judaisme. Després de les penitències té lloc la lectura de la Torà, per culminar amb una festa.

## Celebracions
- Roix ha-Xanà
- Hoixanà Rabbà
- Sukkot
- Taixlikh
- Yom Kippur
- Aseret Yemei Teixuvà